# القيادة: الحقيقة المدهشة حول التحفيز
القيادة: الحقيقية المدهشة حول مايحفزنا، هو الكتاب الرابع من تأليف دانيل بينك. نشر دار بنجوين جروب للنشر الكتاب في عام 2009. يتحدث الكتاب عن أن الدافع البشري موجود بالفعل، ينقسم هذا التحفيز إلى ثلاثة فروع: وهي الاستقلالية، الأتقان والهدف ويجادل ضد الأساليب القديمة للتحفيز المستندة على المكافآت والخوف من العقاب والتي تتحكم بها عوامل الخارجية كالمال.

## ملخص
بناءً على دراسات أُجريت في MIT وجامعات أخرى، حققت الأجور المكافآت آداء فقط في حال أن المهمة تكونت من مهارات ميكانيكية أساسية وعملت على حل المشاكل واتخاذ الخطوات اللازمة
أما في حال تضمن المهمة للمهارات معرفية وإتخاذ قرار أو إبداع أو مهارات التفكير العليا، فيؤدي الأجر الأعلى إلى أداء متدني.
كمشرف، يجب عليك أن تكافئ الموظفين بشكل كاف بحيث أنهم لا يركزون على تلبية الإحتياجات الأساسية ويشعرون أنهم يتلقون أجراً عادل إذا لم تكافأهم بما يكفي، لن يكون لديهم دافع.
يقترح بينك أن تدفع كفاية " لإخفاء موضوع المال عن الأنظار.
لتحفيز الموظفين الذين يتجاوزون المهام الأساسية، يقول بينك أن دعم الموظفين في المجالات الثلاثة التالية سيؤدي إلى تحسين الأداء والرضا:
- الأستقلالية - رغبتنا في توجية أنفسنا. أنه يزيد من المشاركة في مراعات النظام.
- الأتقان - الرغبة في اكتساب مهارات أفضل.
- الهدف - الرغبة في فعل شيء ذو معنى وأهمية. الأعمال التي تركز فقط على الأرباح دون تقييم الغرض سينتهي بها الأمر بخدمة عملاء سيئة وموظفين غيرتعساء.[1]

## روابط خارجية
- الموقع الرسمي
- الرهانات الكبيرة والأخطاء الكبيرة، دراسة ورد ذكرها في الكتاب
- Roberts، Russ (30 أغسطس 2010). "Daniel Pink on Drive, Motivation, and Incentives". EconTalk. Library of Economics and Liberty. مؤرشف من الأصل في 2020-10-09.
- RSA animation of a talk on motivation by Daniel Pink على يوتيوب